# Робертс, Пол (музыкант)
Пол Робертс (Paul Roberts, род. 31 декабря 1959 года в Лондоне, Англия) — британский рок-музыкант, наибольшую известность получивший как ведущий вокалист рок-группы The Stranglers (1990—2006).

## Биография
Пол Робертс стал участником The Stranglers d 1990 году, заменив у микрофона ушедшего Хью Корнуэлла. Он принял участие в записи студийных альбомов Stranglers In the Night, About Time, Written in Red, Coup de Grace, Norfolk Coast и Suite 16, став соавтором многих композиций..
Робертс покинул The Stranglers в мае 2006 года, и расставание было объявлено «дружеским». После ухода Робертса группа осталась квартетом: Баз Уорн стал основным вокалистом, а Жан-Жак Бёрнел вернулся к исполнению тех старых песен, в оригинальном варианте которых он пел.
Ещё будучи участником The Stranglers, Пол Робертс образовал группу Soulsec как сторонний проект. После 2006 года он сконцентрировался на работе в ней, выпустив со своим коллективом альбомы «FAITH?», «Self Discovery», «The Pressure Sensitive», «End Games».
Робертс известен также как поющий актёр: он исполнил роль Попа Ларкина (Pop Larkin) в мюзикле «The Darling Buds of May-Perfick», ещё его часто путают с одноимённым художником, который с 1978 по 1993 пел и играл на гитаре в Sniff 'n' the Tears. Он сыграл также несколько ролей в театре, в частности, роль Овидия в пьесе «Искусство любви» (The Art of Love).